# Brani musicali al numero uno in Finlandia (2014)
Questa è la lista dei brani musicali al numero uno in Finlandia nel 2014 secondo la Suomen virallinen lista. L'elenco a sinistra (Suomen virallinen singlelista, "Classifica finlandese ufficiale dei singoli") rappresenta l'elenco dei singoli più venduti sia fisicamente sia online mentre quella a sinistra (Suomen virallinen latauslista, "Classifica finlandese ufficiale del download") rappresenta la classifica dei singoli venduti solamente online.

## Classifica
| Suomen virallinen singlelista  | Suomen virallinen singlelista | Suomen virallinen singlelista                 | Suomen virallinen singlelista |  | Suomen virallinen latauslista | Suomen virallinen latauslista | Suomen virallinen latauslista                           | Suomen virallinen latauslista |
| Settimana                      | Canzone                       | Artista/i                                     | Nota                          |  | Settimana                     | Canzone                       | Artista/i                                               | Nota                          |
| ------------------------------ | ----------------------------- | --------------------------------------------- | ----------------------------- |  | ----------------------------- | ----------------------------- | ------------------------------------------------------- | ----------------------------- |
| Settimana 1 (31 dicembre 2013) | Timber                        | Pitbull (feat. Ke$ha)                         | [ 1 ]                         |  | Settimana 1                   | Timber                        | Pitbull (feat. Ke$ha)                                   | [ 2 ]                         |
| Settimana 2 (7 gennaio)        | Timber                        | Pitbull (feat. Ke$ha)                         | [ 3 ]                         |  | Settimana 2                   | Timber                        | Pitbull (feat. Ke$ha)                                   | [ 4 ]                         |
| Settimana 3 (14 gennaio)       | Counting Stars                | OneRepublic                                   | [ 5 ]                         |  | Settimana 3                   | Timber                        | Pitbull (feat. Ke$ha)                                   | [ 6 ]                         |
| Settimana 4 (21 gennaio)       | Timber                        | Pitbull (feat. Ke$ha)                         | [ 7 ]                         |  | Settimana 4                   | Timber                        | Pitbull (feat. Ke$ha)                                   | [ 8 ]                         |
| Settimana 5 (28 gennaio)       | Timber                        | Pitbull (feat. Ke$ha)                         | [ 9 ]                         |  | Settimana 5                   | Happy                         | Pharrell Williams                                       | [ 10 ]                        |
| Settimana 6 (4 febbraio)       | Pummilla tallinnaan           | Tuomas Kauhanen (feat. Mikko)                 | [ 11 ]                        |  | Settimana 6                   | Happy                         | Pharrell Williams                                       | [ 12 ]                        |
| Settimana 7 (11 febbraio)      | Huominen on huomenna          | JVG (feat. Anna Abreu)                        | [ 13 ]                        |  | Settimana 7                   | Huominen on huomenna          | JVG (feat. Anna Abreu)                                  | [ 14 ]                        |
| Settimana 8 (18 febbraio)      | Huominen on huomenna          | JVG (feat. Anna Abreu)                        | [ 15 ]                        |  | Settimana 8                   | Huominen on huomenna          | JVG (feat. Anna Abreu)                                  | [ 16 ]                        |
| Settimana 9 (25 febbraio)      | Huominen on huomenna          | JVG (feat. Anna Abreu)                        | [ 17 ]                        |  | Settimana 9                   | Huominen on huomenna          | JVG (feat. Anna Abreu)                                  | [ 18 ]                        |
| Settimana 10 (4 marzo)         | Huominen on huomenna          | JVG (feat. Anna Abreu)                        | [ 19 ]                        |  | Settimana 10                  | Happy                         | Pharrell Williams                                       | [ 20 ]                        |
| Settimana 11 (11 marzo)        | Rather Be                     | Clean Bandit (feat. Jess Glynne)              | [ 21 ]                        |  | Settimana 11                  | Happy                         | Pharrell Williams                                       | [ 22 ]                        |
| Settimana 12 (18 marzo)        | Rather Be                     | Clean Bandit (feat. Jess Glynne)              | [ 23 ]                        |  | Settimana 12                  | Happy                         | Pharrell Williams                                       | [ 24 ]                        |
| Settimana 13 (25 marzo)        | Rather Be                     | Clean Bandit (feat. Jess Glynne)              | [ 25 ]                        |  | Settimana 13                  | Happy                         | Pharrell Williams                                       | [ 26 ]                        |
| Settimana 14 (1º aprile)       | #Selfie                       | The Chainsmokers                              | [ 27 ]                        |  | Settimana 14                  | Lupaan olla                   | Nopsajalka                                              | [ 28 ]                        |
| Settimana 15 (8 aprile)        | Rather Be                     | Clean Bandit (feat. Jess Glynne)              | [ 29 ]                        |  | Settimana 15                  | Lupaan olla                   | Nopsajalka                                              | [ 30 ]                        |
| Settimana 16 (15 aprile)       | Summer                        | Calvin Harris                                 | [ 31 ]                        |  | Settimana 16                  | Lupaan olla                   | Nopsajalka                                              | [ 32 ]                        |
| Settimana 17 (22 aprile)       | Summer                        | Calvin Harris                                 | [ 33 ]                        |  | Settimana 17                  | Lupaan olla                   | Nopsajalka                                              | [ 34 ]                        |
| Settimana 18 (29 aprile)       | Bad                           | David Guetta & Showtek (feat. Vassy)          | [ 35 ]                        |  | Settimana 18                  | Frozen Ground                 | 4Order                                                  | [ 36 ]                        |
| Settimana 19 (6 maggio)        | Bad                           | David Guetta & Showtek (feat. Vassy)          | [ 37 ]                        |  | Settimana 19                  | A Sky Full of Stars           | Coldplay                                                | [ 38 ]                        |
| Settimana 20 (13 maggio)       | Bad                           | David Guetta & Showtek (feat. Vassy)          | [ 39 ]                        |  | Settimana 20                  | Lupaan olla                   | Nopsajalka                                              | [ 40 ]                        |
| Settimana 21 (20 maggio)       | Bad                           | David Guetta & Showtek (feat. Vassy)          | [ 41 ]                        |  | Settimana 21                  | Frozen Ground                 | 4Order                                                  | [ 42 ]                        |
| Settimana 22 (27 maggio)       | Vadelmavene                   | Kasmir                                        | [ 43 ]                        |  | Settimana 22                  | Frozen Ground                 | 4Order                                                  | [ 44 ]                        |
| Settimana 23 (3 giugno)        | Vadelmavene                   | Kasmir                                        | [ 45 ]                        |  | Settimana 23                  | Frozen Ground                 | 4Order                                                  | [ 46 ]                        |
| Settimana 24 (10 giugno)       | Kesärenkaat                   | Robin                                         | [ 47 ]                        |  | Settimana 24                  | Vadelmavene                   | Kasmir                                                  | [ 48 ]                        |
| Settimana 25 (17 giugno)       | Kesärenkaat                   | Robin                                         | [ 49 ]                        |  | Settimana 25                  | Don't Stop                    | 5 Seconds of Summer                                     | [ 50 ]                        |
| Settimana 26 (24 giugno)       | Vadelmavene                   | Kasmir                                        | [ 51 ]                        |  | Settimana 26                  | Vadelmavene                   | Kasmir                                                  | [ 52 ]                        |
| Settimana 27 (1º luglio)       | Paha poika                    | Diandra                                       | [ 53 ]                        |  | Settimana 27                  | Kiss Me Kiss Me               | 5 Seconds of Summer                                     | [ 54 ]                        |
| Settimana 28 (8 luglio)        | Maradona (kesä '86)           | Teflon Brothers                               | [ 55 ]                        |  | Settimana 28                  | Vadelmavene                   | Kasmir                                                  | [ 56 ]                        |
| Settimana 29 (15 luglio)       | Maradona (kesä '86)           | Teflon Brothers                               | [ 57 ]                        |  | Settimana 29                  | Vadelmavene                   | Kasmir                                                  | [ 58 ]                        |
| Settimana 30 (22 luglio)       | Maradona (kesä '86)           | Teflon Brothers                               | [ 59 ]                        |  | Settimana 30                  | Bailando                      | Enrique Iglesias (feat. Descemer Bueno e Gente De Zona) | [ 60 ]                        |
| Settimana 31 (29 luglio)       | Lovers on the Sun             | David Guetta (feat. Sam Martin)               | [ 61 ]                        |  | Settimana 31                  | Happy Little Pill             | Troye Sivan                                             | [ 62 ]                        |
| Settimana 32 (5 agosto)        | Lovers on the Sun             | David Guetta (feat. Sam Martin)               | [ 63 ]                        |  | Settimana 32                  | Lovers on the Sun             | David Guetta (feat. Sam Martin)                         | [ 64 ]                        |
| Settimana 33 (12 agosto)       | Prayer in C                   | Lilly Wood and the Prick (Robin Schulz remix) | [ 65 ]                        |  | Settimana 33                  | Äärirajoille                  | Cheek                                                   | [ 66 ]                        |
| Settimana 34 (19 agosto)       | Prayer in C                   | Lilly Wood and the Prick (Robin Schulz remix) | [ 67 ]                        |  | Settimana 34                  | Beibi                         | Haloo Helsinki!                                         | [ 68 ]                        |
| Settimana 35 (26 agosto)       | Beibi                         | Haloo Helsinki!                               | [ 69 ]                        |  | Settimana 35                  | Beibi                         | Haloo Helsinki!                                         | [ 70 ]                        |
| Settimana 36 (2 settembre)     | Beibi                         | Haloo Helsinki!                               | [ 71 ]                        |  | Settimana 36                  | Beibi                         | Haloo Helsinki!                                         | [ 72 ]                        |
| Settimana 37 (9 settembre)     | Prayer in C                   | Lilly Wood and the Prick (Robin Schulz remix) | [ 73 ]                        |  | Settimana 37                  | Beibi                         | Haloo Helsinki!                                         | [ 74 ]                        |
| Settimana 38 (16 settembre)    | Blame                         | Calvin Harris (feat. John Newman)             | [ 73 ]                        |  | Settimana 38                  | Beibi                         | Haloo Helsinki!                                         | [ 75 ]                        |
| Settimana 39 (23 settembre)    | Blame                         | Calvin Harris (feat. John Newman)             | [ 76 ]                        |  | Settimana 39                  | Beibi                         | Haloo Helsinki!                                         | [ 77 ]                        |
| Settimana 40 (30 settembre)    | Blame                         | Calvin Harris (feat. John Newman)             | [ 78 ]                        |  | Settimana 40                  | Naurava kulkuri               | Elastinen                                               | [ 79 ]                        |
| Settimana 41 (7 ottobre)       | Naurava kulkuri               | Elastinen                                     | [ 80 ]                        |  | Settimana 41                  | Naurava kulkuri               | Elastinen                                               | [ 81 ]                        |
| Settimana 42 (14 ottobre)      | Beibi                         | Haloo Helsinki!                               | [ 82 ]                        |  | Settimana 42                  | Naurava kulkuri               | Elastinen                                               | [ 83 ]                        |
| Settimana 43 (21 ottobre)      | Dangerous                     | David Guetta (feat. Sam Martin)               | [ 84 ]                        |  | Settimana 43                  | Naurava kulkuri               | Elastinen                                               | [ 85 ]                        |
| Settimana 44 (28 ottobre)      | Sori                          | Paula Vesala                                  | [ 86 ]                        |  | Settimana 44                  | Sori                          | Paula Vesala                                            | [ 87 ]                        |
| Settimana 45 (4 novembre)      | Dangerous                     | David Guetta (feat. Sam Martin)               | [ 88 ]                        |  | Settimana 45                  | Peggy                         | Elastinen                                               | [ 89 ]                        |
| Settimana 46 (11 novembre)     | Dangerous                     | David Guetta (feat. Sam Martin)               | [ 90 ]                        |  | Settimana 46                  | Sata kesää, tuhat yötä        | Toni Wirtanen                                           | [ 91 ]                        |
| Settimana 47 (18 novembre)     | Outside                       | Calvin Harris (feat. Ellie Goulding)          | [ 92 ]                        |  | Settimana 47                  | Sori                          | Paula Vesala                                            | [ 93 ]                        |
| Settimana 48 (25 novembre)     | Outside                       | Calvin Harris (feat. Ellie Goulding)          | [ 94 ]                        |  | Settimana 48                  | Roy Orbison                   | Stig                                                    | [ 95 ]                        |
| Settimana 49 (2 dicembre)      | Outside                       | Calvin Harris (feat. Ellie Goulding)          | [ 96 ]                        |  | Settimana 49                  | Roy Orbison                   | Stig                                                    | [ 97 ]                        |
| Settimana 50 (9 dicembre)      | Outside                       | Calvin Harris (feat. Ellie Goulding)          | [ 98 ]                        |  | Settimana 50                  | Roy Orbison                   | Stig                                                    | [ 99 ]                        |
| Settimana 51 (16 dicembre)     | Macho Fantastico              | Spekti (feat. Tasis)                          | [ 100 ]                       |  | Settimana 51                  | Sinä ansaitset kultaa         | Jari Sillanpää                                          | [ 101 ]                       |
| Settimana 52 (23 dicembre)     | Macho Fantastico              | Spekti (feat. Tasis)                          | [ 102 ]                       |  | Settimana 52                  | Sinä ansaitset kultaa         | Jari Sillanpää                                          | [ 103 ]                       |